# Lecytyny

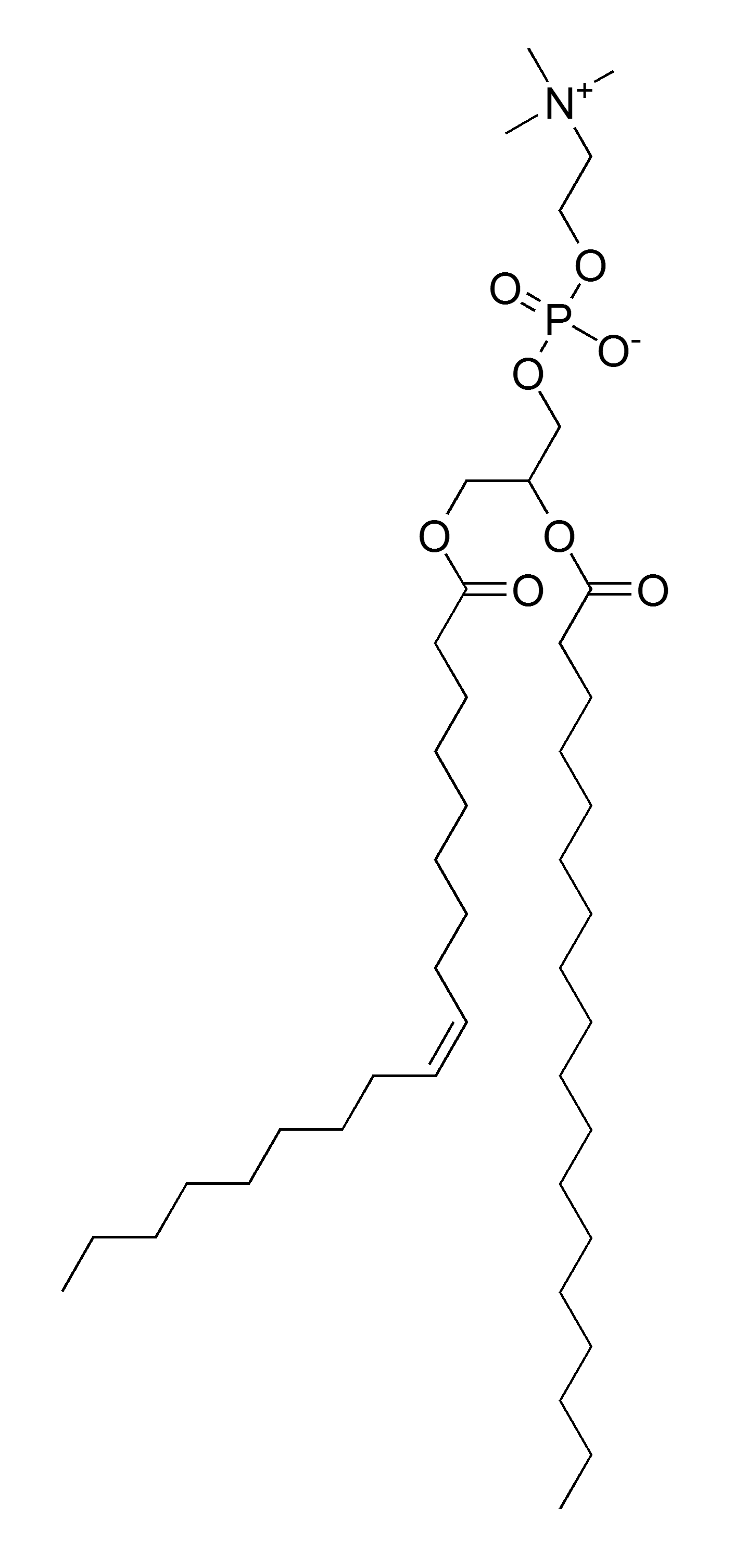
Fosfatydylocholina

Lecytyny (fosfatydylocholiny, E322) – grupa organicznych związków chemicznych zaliczanych do fosfolipidów, w których reszta fosforanowa zestryfikowana jest z choliną. W ujęciu żywieniowym nazwa „lecytyna” może obejmować także inne fosfolipidy, np. kefaliny (fosfatydyloetanoloaminy) lub fosfatydyloinozytol.

## Pochodzenie i pozyskiwanie
Lecytyny po raz pierwszy wyekstrahowano z żółtek jaj kurzych (z gr. λεκιθος, lekithos). Ponadto jej obecność potwierdzono w rzepaku, słoneczniku, ziarnach soi i zwierzętach morskich (głównie rybach). Chociaż ze zwierząt można uzyskać znacznie więcej lecytyny, to z powodów wyższych kosztów produkcji do celów przemysłowych surowiec ten pozyskuje się z roślin jako produkt uboczny rafinacji olejów.
Jedna z metod bazuje na niskiej rozpuszczalności polarnych lipidów w acetonie. W wyniku ekstrakcji uzyskuje się frakcję zawierającą głównie triacyloglicerole i cholesterol oraz frakcję białkowo-fosfolipidową, którą poddaje się działaniu etanolu w celu uzyskania lecytyny o wysokiej czystości.
Lecytynę można także izolować za pomocą gazów i ich mieszanin w stanie nadkrytycznym, np. dwutlenku węgla w temperaturze 40 °C i pod ciśnieniem 300 barów. W dwutlenku węgla rozpuszczają się niepolarne lipidy, które mogą być następnie łatwo oddzielone od gazu, który jest zdatny do ponownego użycia.

## Znaczenie biologiczne
Jest niezbędna do funkcjonowania układu nerwowego organizmów zwierzęcych. Jest dostępna komercyjnie w postaci czystej i stosowana jako dodatek do żywności oraz w celach leczniczych.
W organizmie człowieka lecytyna jest obecna w każdej komórce ciała, zwłaszcza jako składnik błon komórkowych. Bierze udział w rozmaitych procesach przemiany materii, jest bardzo ważnym elementem składowym mózgu i tkanki nerwowej – chroni osłonkę mielinową, stanowi barierę ochronną ścian żołądka, bierze udział w gospodarce cholesterolem. W badaniach na szczurach wykazano, że lecytyna pochodząca z soi znacząco obniża poziom cholesterolu i triglicerydów, podwyższając jednocześnie poziom HDL. Wykazuje pozytywne działanie na funkcje poznawcze u osób z ich osłabieniem, jednakże nie ma znaczących dowodów na pozytywne działanie lecytyny u osób z demencją.